# Ljus vargspindel
Ljus vargspindel (Pardosa bifasciata) är en spindelart som först beskrevs av Carl Ludwig Koch 1834.  Ljus vargspindel ingår i släktet Pardosa och familjen vargspindlar. Arten är reproducerande i Sverige. Inga underarter finns listade i Catalogue of Life.